# Lerins
|  | Per a altres significats, vegeu «Monestir de Lerins». |

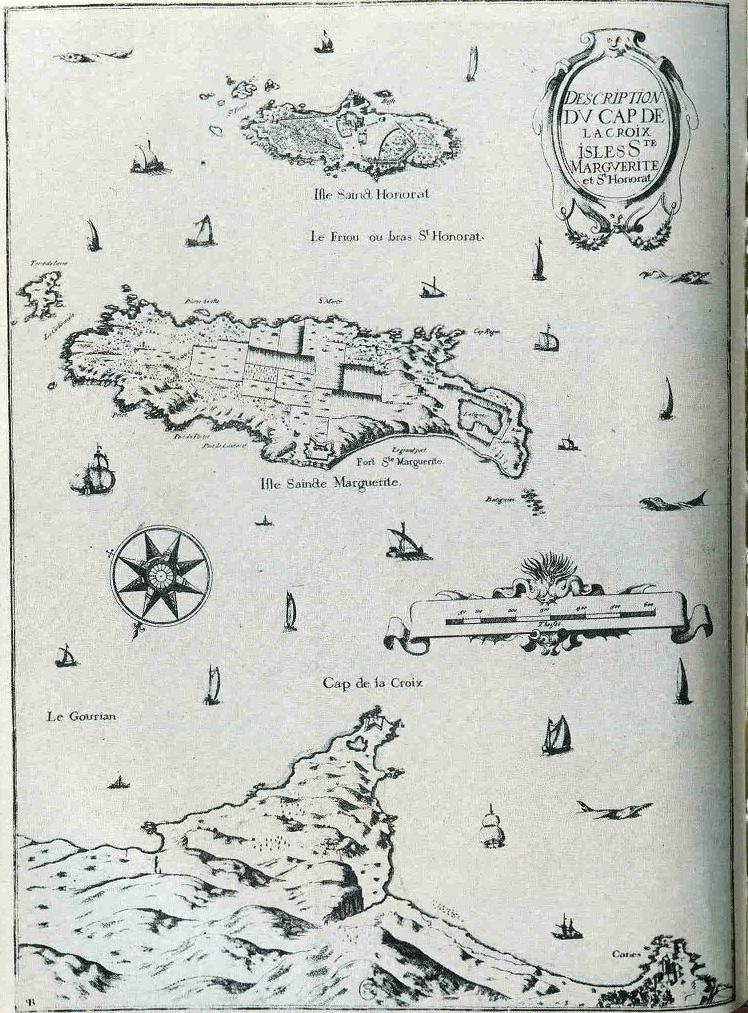
Mapa del 1727 de les Illes de Lerins

Les Illes de Lerins (en occità Illas de Lerins, en francès îles de Lérins) estan situades a uns 700 m de la costa de Canes. Es componen de quatre illes: dues de grans Santa Margarida (île Sainte-Marguerite) i Sant Onorat o Lerina (île Saint-Honorat); i dos illots: l'illon de la Tradeliera i Leron o illon Sant Ferriòu. La més gran, Santa Margarida, té 170 ha i 3.200 m de llarg i 900 d'ample. La vila de Santa Margarida i el Fòrt Reiau són els llocs principals.
Durant la Guerra dels Trents Anys, els espanyols es van apoderar de les illes en la Batalla de les Illes Lerins (1635), i en foren expulsats poc de temps després en la Batalla de les Illes Lerins (1637).